# Ten Years After (album)
Ten Years After (också kallat Their First Album) utkom 1967 och är den brittiska rockgruppen Ten Years Afters första album.

## Låtlista
Alla låtar är skrivna av Alvin Lee, om inget annat anges.

### Original-LP
1. "I Want to Know" (Paul Jones) – 2:12
2. "I Can't Keep from Crying, Sometimes" (Al Kooper) – 5:34
3. "Adventures of a Young Organ" (Alvin Lee, Chick Churchill) – 2:37
4. "Spoonful" (Willie Dixon) – 6:20
5. "Losing the Dogs" (Alvin Lee, Gus Dudgeon) – 3:09
6. "Feel it For Me" – 2:45
7. "Love Until I Die" – 2:10
8. "Don't Want You Woman" – 2:41
9. "Help Me" (Willie Dixon, Ralph Bass) – 10:16

### Bonusspår på 2002 års CD-utgåva
1. "Portable People" – 2:15
  - Släppt 16 februari 1968, som A-sida på Deram DM 176.
2. "The Sounds" – 4:04 
  - Släppt 16 februari 1968, som B-sida på Deram DM 176.
3. "Rock Your Mama" – 2:53 
  - Släppt 10 maj 1968, som A-sida på Deram DM 191.
4. "Spider in My Web" – 7:15 
  - Släppt 10 maj 1968, som B-sida på Deram DM 191.
5. "Hold Me Tight" – 2:16
  - Inspelad i Decca Studios, West Hampstead, 5 januari 1968.
  - Släppt 30 mars 1972, som Deram SML 1096.
6. "Woodchopper's Ball" (Joe Bishop, Woody Herman) – 7:40
  - Inspelad 5 januari 1968.

Total tid: 62:07 min (inklusive bonusspår)